# Torneo de las Cuatro Naciones 1890
El Torneo de las Cuatro Naciones de 1890 (Home Nations Championship 1890) fue la octava edición del principal Torneo del hemisferio norte de rugby.
El campeonato fue compartido entre Inglaterra y Escocia.

## Clasificación
| Lugar | Selección  | Partidos | Partidos | Partidos  | Partidos | Puntos  | Puntos    | Puntos | Tabla de puntos |
| Lugar | Selección  | Jugados  | Ganados  | Empatados | Perdidos | A favor | En contra | dif.   | Tabla de puntos |
| ----- | ---------- | -------- | -------- | --------- | -------- | ------- | --------- | ------ | --------------- |
| 1     | Inglaterra | 3        | 2        | 0         | 1        | 9       | 1         | +8     | 4               |
| 1     | Escocia    | 3        | 2        | 0         | 1        | 13      | 8         | +5     | 4               |
| 3     | Gales      | 3        | 1        | 1         | 1        | 6       | 11        | -5     | 3               |
| 4     | Irlanda    | 3        | 0        | 1         | 2        | 3       | 11        | -8     | 1               |

## Resultados
| 1 de febrero | Gales | 2 - 8 | Escocia | Cardiff, |  |

| 15 de febrero | Inglaterra | 0 - 1 | Gales | Dewsbury, |  |

| 22 de febrero | Escocia | 5 - 0 | Irlanda | Edimburgo, |  |

| 1 de marzo | Escocia | 0 - 6 | Inglaterra | Edimburgo, |  |

| 1 de marzo | Irlanda | 3 - 3 | Inglaterra | Dublín, |  |

| 15 de marzo | Inglaterra | 3 - 0 | Irlanda | Londres, |  |

## Premios especiales
- Copa Calcuta:  Inglaterra